# Marko Torjanac
Marko Torjanac (Zagreb, 10. srpnja 1967.) hrvatski je kazališni, televizijski i filmski glumac.

## Filmografija

### Televizijske uloge
- "Zlatni dvori" kao Fedor Vidić (2016.)
- "Bitange i princeze" kao Žorž Telećan (2008.)
- "Zabranjena ljubav" kao Luka Pinjuh (2005.)
- "Žutokljunac" kao Ernest (2005.)
- "Villa Maria" kao odvjetnik (2004. – 2005.)
- "Zlatni vrč" kao arheolog (2004.)
- "Olujne tišine 1895-1995" kao Karlo Khuen Hedervary (1997.)
- "Mlakarova ljubav" (1993.)

### Filmske uloge
- "Kotlovina" kao muškarac u svatovima (2011.)
- "Kradljivac uspomena" (2007.)
- "Konjanik" kao Providur (2003.)
- "Papa Sixto V" (1992.)

### Sinkronizacija
- "Space Jam: Nova legenda" kao Elmer Jad (2021.)
- "Ratovi zvijezda: Ratovi klonova kao Kancelar Palpatine/Darth Sidious i Tera Sinube (2020.)
- "Ringe Ringe Raja" kao Kibi (2018. )
- "Superknjiga" kao Mordokaj (2017.)
- "Rode" kao Alfa vuk (2016.)
- "Ekipa za 6" kao Alistair Krei (2014.)
- "Divlji valovi" (2007.)
- "Osmjehni se i kreni! i čađa s dva Plamenika" (2007.)
- "Medvjedići dobra srca: Put u Zezograd" kao Klion, pisac, mehanički glas, limeni glas, klokanski stražar, kuharski radnik #1, Zezogradski građanin i lav #1 (2006.)
- "Mravator" (2006.)
- "Tko je smjestio Crvenkapici 1?" kao ribar (2006.)
- "Zmajevi Vatre i Leda" kao Xenoz (2005.)
- "Hrabri Pero" kao Knedl, vojnik, golublji suprug, regrutni službenik i golublji zaštitar (2005.)
- "Madagaskar 1, 2," kao Pišta, policajac na konju i fossa (1), Rico, krivolovac #1, reporter, nosorog i Joe (2) (2005., 2008.)
- "Leif Ericson: Dječak koji je otkrio Ameriku" kao viking, Carl i Bjarnijev ratnik (2004.)
- "Balto 3: Na krilima promjene" kao Balto, divlji los #2 i građanin Noma (2004.)
- "Barbie kao princeza i seoska djevojčica" kao Nick/Stražar broj 3 (2004.)
- "Charlotteina mreža" kao Tvrtko Aralić, ovan, službenik za parkiranje, gledatelj i vođa svirača (2004.)
- "Izbavitelji 1" (2004.)
- "Shrek 2" (2004.)
- "Dogtanian i tri mušketira" kao kardinal Richelieu, Pit, Planchet, gostioničar, kočijaš i kardinalova garda (2003.)
- "Kralj lavova 1" kao Banzai (2003.)
- "Pčelica Maja" kao stražar pčela, pauk, žaba, Ivica i mrav (prva sinkronizacija) (2003.)
- "Sandokan" kao Sandokan, pripovjedač i kralj (2002.)
- "Ivica i Marica (Anchor Bay Entertainment)" kao Joško, sin od trolova i otac Olge i Joška (2002.)
- "Balto 2: Vučja potraga" kao Balto [Maurice LaMarche], vuk Yak [Jeff Bennett] i gorska kuna #2 [Rob Paulsen] (2002.)
- "Yu-Gi-Oh!" kao Bandit Keith
- "Teletubbiesi" kao Tinky Winky (treći glas) [Simon Shelton] i sporedne uloge (2001-2003)
- "Jimmy Neutron: Dječak genijalac" kao Kralj Goobot V, noradski časnik, Hugh Neutron, frizer, digitalni glas i Ultra Lord (2001.)
- "Casper lovi Božić" kao duh Smrdljivko (2000.)
- "Asterix i 12 zadataka" kao Kajus Mali, Tamburix, Centurion, rimski vojnik, Cilindrik Nijemac i planinski mudrac (1997.)
- "Asterix Gal" kao Tamburix, rimski vojnik, gal i Klaudijus Oktopus (1997.)
- "Jura iz džungle 2" kao Jake, Zig i dr. Adler (1996.)
- "Bucky O'Zec" kao Bucky O'Zec
- "Bubimir" kao Bubimir
- "Sinbad: Legenda o sedam mora" kao Protej
- "Gdje je Jura?" kao Jura
- "Scooby Doo" kao Shaggy
- "Dva glupa psa" kao Veliki pas i Moroko
- "X-Men" kao Charles Xavier
- "Super Cure" kao Narator
- "Povratak u Gayu" kao Galger
- "Rocker iz kokošinjca" kao Vojvoda
- "Action Man" kao Action Man
- "Mali leteći medvjedići" (1990.)

## Vanjske poveznice
- Marko Torjanac u internetskoj bazi filmova IMDb-u (engl.)
- Stranica na Planet-art.hr  Arhivirana inačica izvorne stranice od 27. svibnja 2009. (Wayback Machine)